# Костёл Святого Франциска (Гданьск)
Костел Святого Франциска Ассизского в Гданьске (пол. Kościół świętego Franciszka z Asyżu w Gdańsku) — историческая римско-католическая приходская церковь, расположенная в гданьском районе Эмаус. Он принадлежит Гданьскому деканату Гданьской архиепархии.

## История

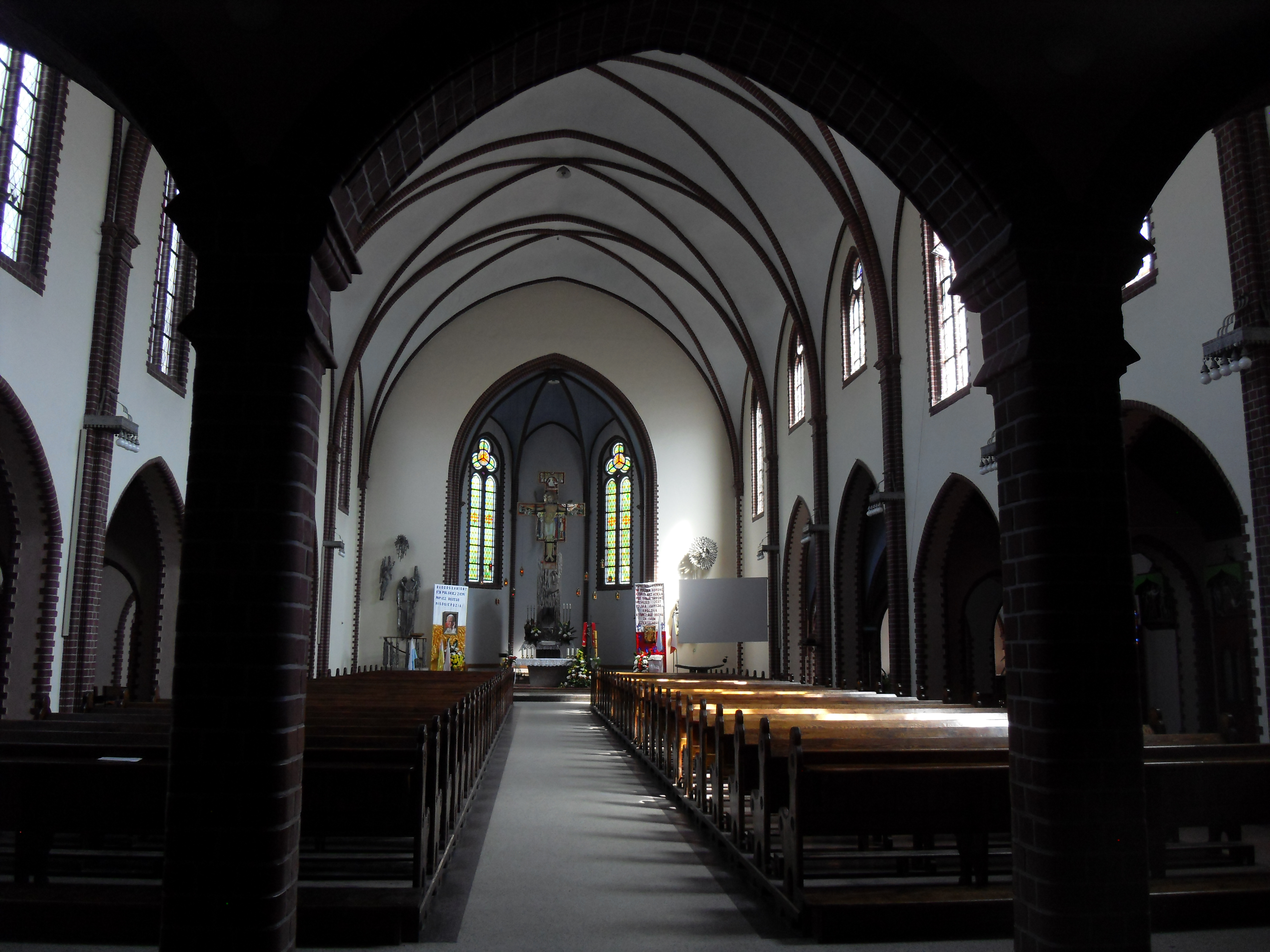
Интерьер костела

В 1892 году был создан комитет по строительству храма. В 1904—1906 годах по проекту Августа Менкена была построена церковь (материалы для строительства были доставлены из кирпичного завод в Кадынах). 4 декабря 1906 года здание было освящено епископом Хелмнским Августином Розентретером.

В 1942 году немецкими властями из церкви были изъяты два самых маленьких колокола. В 1945 году во время войны были разрушены башня, часы, крыша, свод, три алтаря, витражи, органы, часть стен, отопительная установка и система ливневой канализации. В 1946—1948 годах здание было частично перестроено, и 28 марта 1948 года оно было вновь освящено апостольским администратором священником Анджеем Вронкой. В 1965—1975 годах была проведена общая реконструкция кровли, отопительной установки, системы ливневой канализации, органов, установлены окна и изменен декор пресвитерии: главного алтаря, скинии, фигуры Христа, кафедры и купелей крещения. Пресвитерия и окна были спроектированы инженером Казимежом Макуром, а художественный декор Эльжбиетой Щодровской-Пелплинской и Рижардом Пелплинским. В 1981 году церковь была подключена к городской теплоэлектростанции. 3 мая 1982 года была освящена Часовня вечной помощи Девы Марии по проекту гданьского инженера Мечислава Ружицкого. Тот же инженер спроектировал Часовню Святого Франциска Ассизского, она была освящена 4 октября 1985 года. В 1984—1985 годах варшавская компания Тадеуша Лукасевича провела серьезную реконструкцию органов. В 1986 году на храме была установлена новая система молниезащиты. Ризница была обновлена в том же году. В 1987 году была установлена новая электрическая установка, и церковь была покрашена. В 1989 году она была обновлена в соответствии с проектом Мечислава Ружицкого, упомянутого выше. В 1990 году этот инженер спроектировал и создал для храма образ Божьего Милосердия.

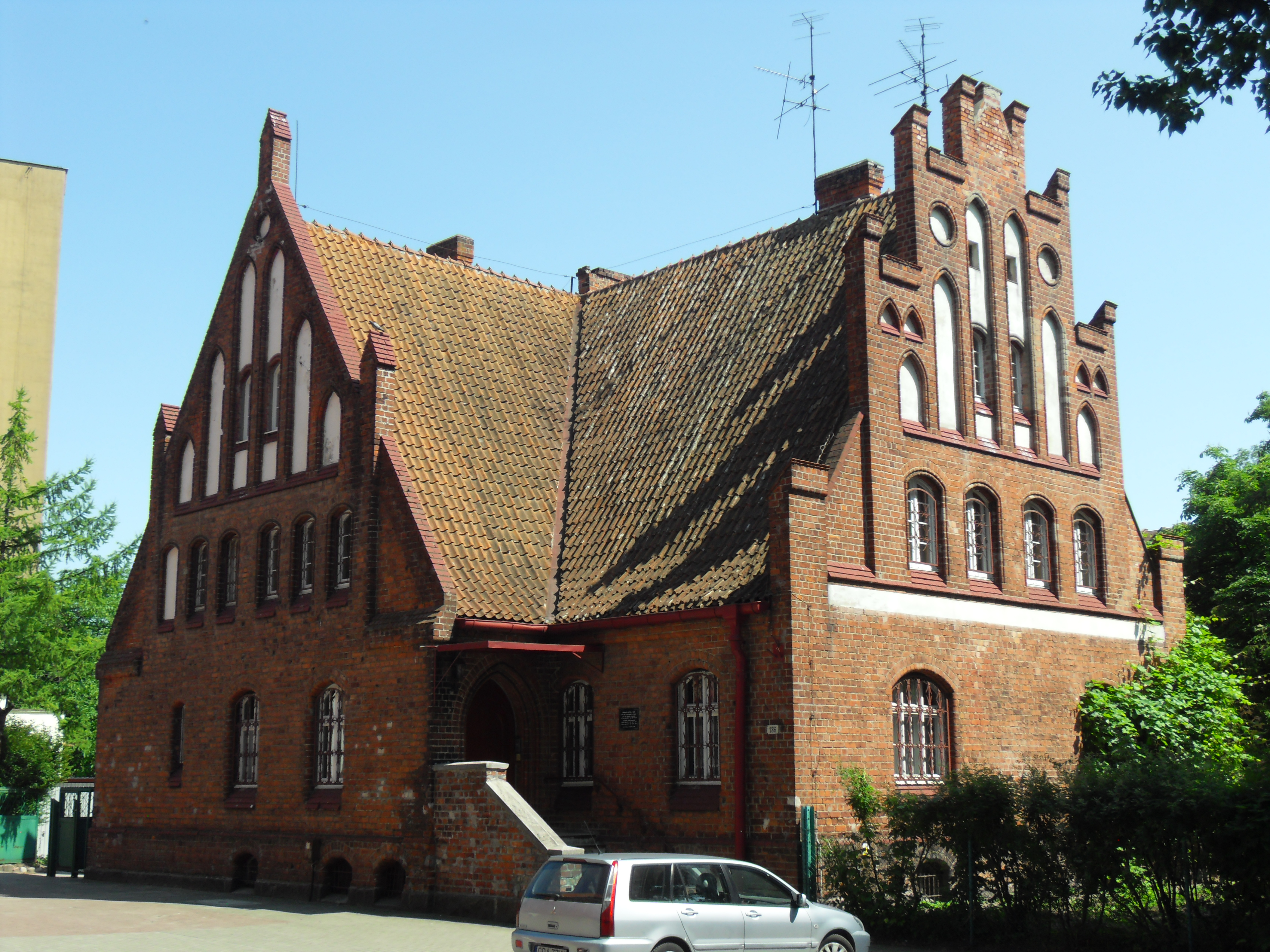
Дом приходского священника
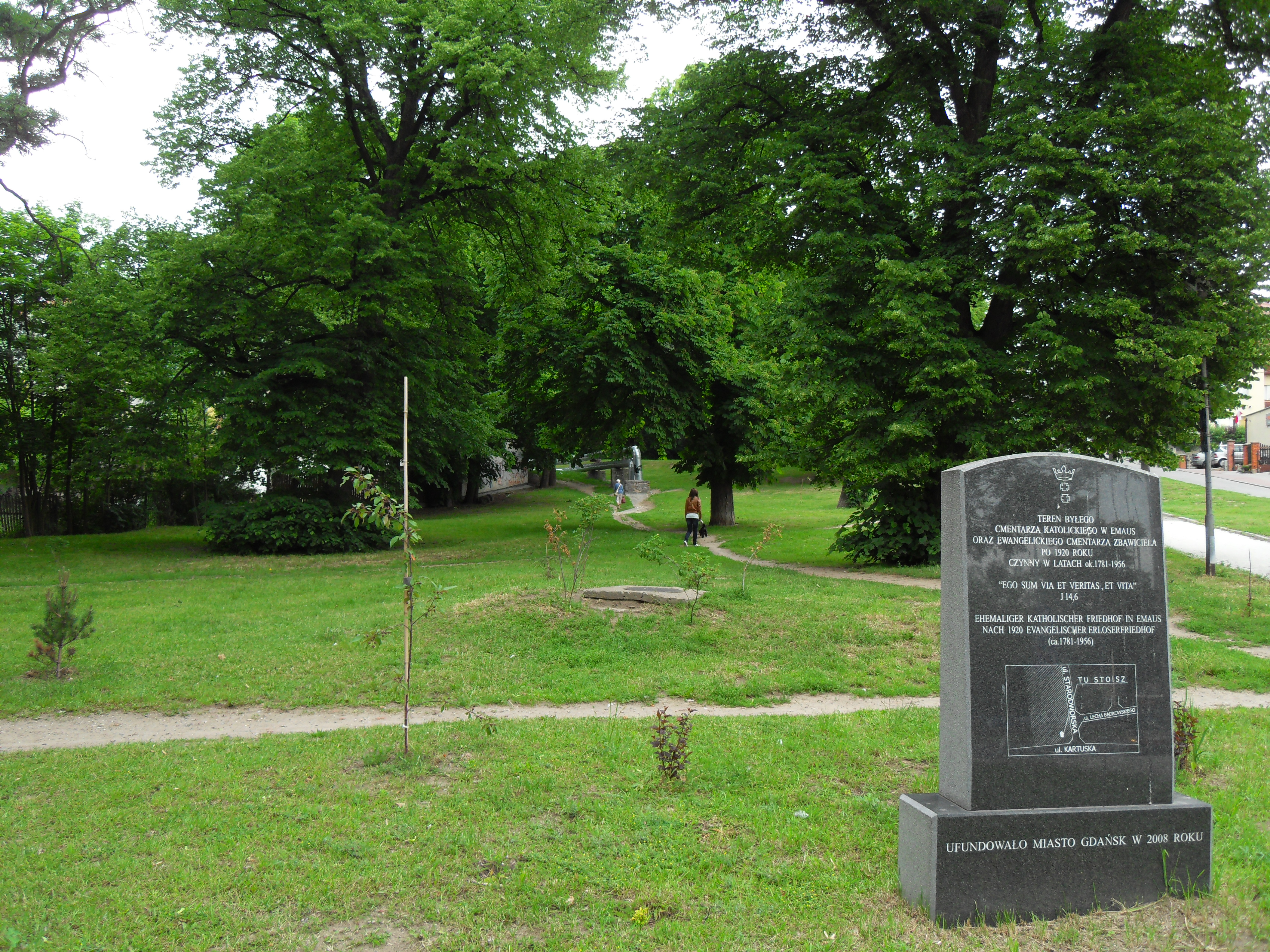
Бывшее католическое кладбище в Эмаусе на ул. Kartuskiej, ранее евангельское кладбище, действующее в 1781—1956 годах
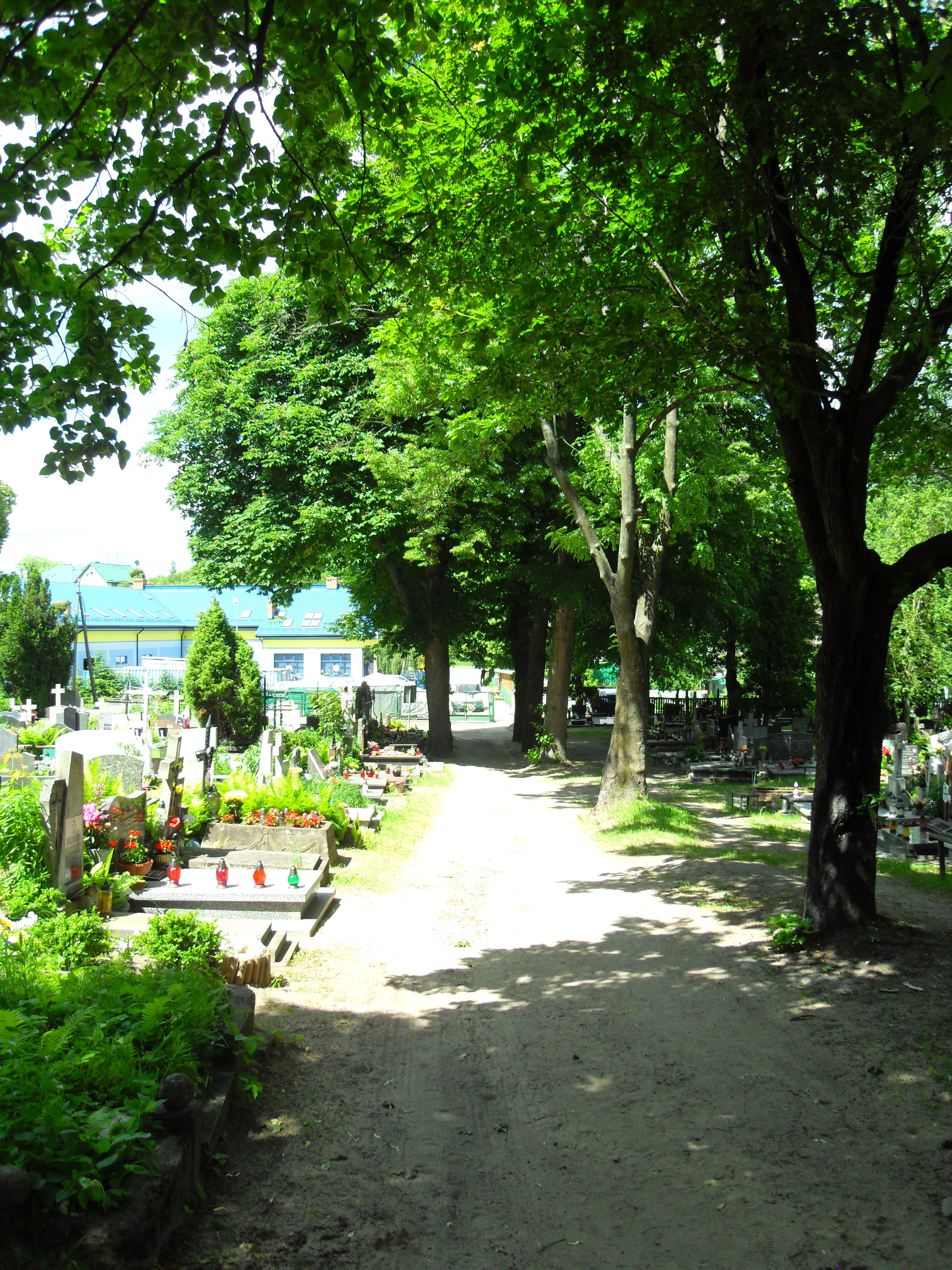
Католическое кладбище Святого Франциска в Гданьске, основанное около 1900 года, в настоящее время связано с Жостовицким кладбищем